# Rolex Learning Center
Le Rolex Learning Center (également surnommé Rolling Center) est un bâtiment sur le site de l'École polytechnique fédérale de Lausanne (EPFL) à Lausanne en Suisse. Il abrite notamment la bibliothèque de l'EPFL, une salle de conférence, des espaces d'étude ainsi que de restauration.

## Histoire
Le Rolex Learning Center a été conçu par l'agence japonaise d'architecture SANAA, lauréate d'un concours d'architecture lancé en 2004 et qui réunissait notamment plusieurs récipiendaires du prix Pritzker, dont Zaha Hadid, Jean Nouvel, Herzog & de Meuron et Rem Koolhaas.
Le financement du projet (110 millions de francs suisses) a été assuré par un partenariat entre le secteur privé et la Confédération. La moitié fut assurée par le sponsoring de plusieurs entreprises suisses comme Rolex, Crédit suisse, Novartis, Logitech, Nestlé, Losinger, SICPA.
La construction du Rolex Learning Center s'est étendue entre 2007 et 2010. Losinger, filiale du groupe Bouygues Construction et sponsor, en a été le principal entrepreneur,. Le bâtiment s'est ouvert au public le 22 février 2010 et a été officiellement inauguré le 27 mai 2010,.

## Architecture
Le bâtiment, d'une surface de 166,5 × 121,5 m, est constitué d'un sol en béton armé formé de deux coques convexes irrégulières comportant plusieurs patios. Afin de répondre à la volonté de l'EPFL de stimuler les rencontres interdisciplinaires, l'espace intérieur est conçu en plateau ouvert, les ondulations de la structure ainsi que les patios ayant été étudiées pour offrir une séparation organique entre les différentes fonctions du bâtiment.
Un toit épousant la forme du sol, constitué d'une charpente mixte bois et acier, couvre d'un seul tenant l'unique niveau. Le bâtiment occupe 22 000 m2 pour une surface de sol de 37 000 m2, sur un étage et un sous-sol de parking.

### Construction

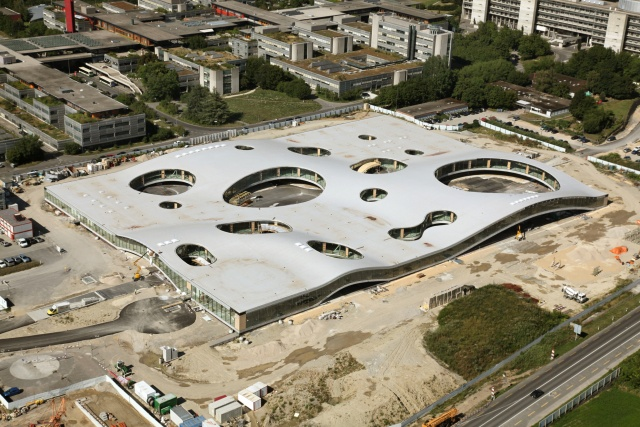
Le Rolex Learning Center en construction en 2009.

La complexité des coques a fourni un important défi aux ingénieurs civils chargés de leur conception. Les efforts de compression considérables découlant de l'élancement hors normes des coques (un rapport hauteur/portée de l'ordre de 1/13, avec des portées dépassant 80 m et des épaisseurs de 40 à 80 cm) ainsi que les nombreuses ouvertures créées par les patios ont orienté les concepteurs vers une solution hybride : certaines parties travaillent en arcs sous-tendus — dont le taux d'armatures atteint par endroits 500 kg m−3, nécessitant pour la première fois en Suisse l'emploi de barres de 50 mm — alors que le reste des coques s'appuie sur ces arcs. Les sous-tirants de ces arcs sont formés par des faisceaux de précontrainte — celle-ci atteignant parfois 80 000 kN — intégrés à la dalle sur sous-sol. Pour le bétonnage de ces coques, plus de 1 400 tables de coffrage différentes ont été confectionnées à l'aide de machines numériques. Pour éviter les reprises de bétonnage, chaque coque a été bétonnée en une seule étape : le bétonnage des 4 086 m3 de la grande coque a duré 48 h (un week-end entier) et a nécessité 577 livraisons de béton provenant de deux centrales de la région à l'aide de vingt camions. Pour pouvoir être mis en place sur des pentes allant jusqu'à 28 %, le béton comporte 300 g de fibres synthétiques par m³.
La toiture est formée d'une structure mixte bois/acier : une structure primaire de profilés en acier supporte une structure secondaire de poutres en bois lamellé-collé ainsi qu'une tôle nervurée de 41 mm. L'ensemble suit la géométrie irrégulière des coques. La structure verticale, quant à elle, est composée de poteaux en acier. Ceux-ci sont bi-encastrés, car quasiment aucun autre système de contreventement n'est prévu pour stabiliser la structure.

## Culture
Le Rolex Learning Center est un des principaux décors du film L'amour est un crime parfait de Jean-Marie et Arnaud Larrieu (2014).

### Filmographie
- Épisode Le Rolex Learning Center de Lausanne, 54e épisode de la série Architectures, d'une durée de 26 minutes. Réalisation de Juliette Garcias.